# Gyruss
Gyruss (ジャイラス, Jairasu) é um jogo Shoot 'em up lançado para arcade em 1983 pela fabricante japonesa de jogos eletrônicos Konami. 

## Jogabilidade
O jogador assume o controle de uma nave espacial e deve lutar contra hordas de inimigos em cada um dos planetas do Sistema Solar. Diferente de outros jogos do gênero, Gyruss é um tube shooter, ou seja, a nave voa em direção ao centro da tela continuamente, sendo que a movimentação ocorre de forma circular, criando um efeito pseudo-3D. As naves inimigas atacam em formação, vindo do centro da tela ou das laterais, tentando atingir a nave do jogador com tiros ou por contato. Além disso, deve-se também desviar de asteroides (indestrutíveis) e armas de raios laser. São 3 fases em cada planeta ao fim das quais, a nave pousa no planeta para reabastecimento, seguindo viagem logo depois rumo ao planeta seguinte. O único power-up do jogo transforma o tiro único em tiro duplo, aumentando o poder destrutivo da nave. A jornada inicia em Netuno, e segue através dos planetas em direção à Terra, após a qual o jogo recomeça, mais difícil. Vidas extras podem ser obtidas por pontuação, conforme as configurações do jogo.

## Desenvolvimento
Gyruss foi idealizado por Yoshiki Okamoto. Apesar do sucesso do jogo, a Konami preferiu designar Okamoto para trabalhar em um jogo de corrida, ocasião em que este decidiu pedir um aumento de salário. No dia seguinte, Okamoto foi demitido. Após ser contratado pela Capcom, Okamoto viria a trabalhar em dois dos maiores sucessos da companhia: Final Fight e Street Fighter II.

## Trilha sonora
A trilha sonora de Gyruss é notória por ser baseada na Tocata e Fuga em Ré Menor, BWV 565 de Johann Sebastian Bach. Além disso, foi um dos primeiros jogos para arcade a ter som estéreo.

## Outras versões
Gyruss teve versões para consoles e computadores da época como NES, Atari 2600, Atari 5200 e Commodore 64. A versão para NES expande o enredo e a jogabilidade, adicionando uma história, novas armas e power-ups, bem como chefes de fase e um final. Também diferente da versão arcade, o jogo segue após a Terra, tendo fases em Vênus, Mercúrio e no Sol, onde ocorre a batalha final.

## Recorde
O recorde mundial da versão arcade pertence a Kim “Kanonarm” Köbke, que alcançou a marca de 70.736.950 pontos numa partida que durou 62 horas e 23 minutos.